# Neuroleon antii
Neuroleon antii är en insektsart som först beskrevs av Navás 1928.  Neuroleon antii ingår i släktet Neuroleon och familjen myrlejonsländor. Inga underarter finns listade i Catalogue of Life.